# Wasquehal

Wasquehal este o comună în departamentul Nord, Franța. În 1 ianuarie 2022 avea o populație de 20.674 de locuitori.